# 塙英夫
塙 英夫（はなわ ひでお、1912年10月25日 - 1988年2月20日）は、日本の作家、翻訳家、左翼活動家。

## 生涯
東京生まれ。本名・正。千葉県立旧制匝嵯中学校を経て第一高等学校に進学するが、伊藤律らと非合法政治活動に加わり、1931年に校友会雑誌に発表したものが問題となり検挙され中退。満州に渡り農村工作に当たる。
1941年、「アルカリ地帯」が『中央公論』懸賞小説に当選し掲載。一方で検挙され奉天の監獄に入る。
敗戦後、引き揚げの手助けをして1947年帰国。1953年、引き揚げの経験を描いた『背教徒』で芥川賞候補、同年「すべて世はこともなし」で再度候補。
日本教職員組合関係の仕事に就いて翻訳を行った。

## 著書
- 『背教徒』（筑摩書房） 1953
- 『自由の樹』（河出新書） 1956
- 『みとせの春』（鳥影社文庫） 1989
- 『野川隆・今村栄治・塙英夫作品集』（ゆまに書房、日本植民地文学精選集 22(満洲編 8)) 2001.9

## 翻訳
- 『レーニン丘 海軍武官の想い出』（L・C・スチーヴンス、国際文化研究所、国際新書） 1955
- 『アメリカ文化の批判 アメリカを知らんとする人のために』（G・セオトカス、啓文館） 1957
- 『キッスが終ったとき』（フィッツギボン、論争社、ぺりかん・ぶっく） 1961
- 『若い女性の心理』1 - 3（ヘレーネ・ドイッチュ、懸田克躬共訳、日本教文社） 1964

## 参考
- 稲垣眞美『旧制一高の文学』